# Акола (округ)
Акола (англ. Akola) — округ в індійському штаті Махараштра. Утворений 1 травня 1960 року. Адміністративний центр — місто Акола. Площа округу — 5429 км². За даними всеіндійського перепису 2001 року населення округу становило 1 630 239 чоловік. Рівень грамотності дорослого населення становила 81,4 %, що значно вище середньоіндійського рівня (59,5 %). Частка міського населення становила 38,5 %.

## Міста
- Акот
- Балапур
- Баршітаклі
- Борґаон-Манджу
- Логара
- Малкапур
- Муртаджапур
- Патур
- Телгара
- Уджалешвар
- Умрі-Праґане-Балапур